# Ptilometra
Ptilometra es un género de equinodermo crinoideo perteneciente a la familia monotípica Ptilometridae. Las dos especies de este género habitan en las costas de Australia, donde se encuentran en arrecifes, estuarios y bahías.
Las especies del género son:
- Ptilometra australis (Wilton, 1843)
- Ptilometra macronema (Müller, 1846)

## Biología
Ptilometra se alimenta por filtración. Atrapa plancton y partículas de detritos en suspensión con los pies tubulares de las pínnulas. Estos pies están cubiertos de moco pegajoso que atrapa las partículas de comida y luego las enrolla en bolas antes de moverlas hacia el surco ambulacral, donde los cilios impulsan el chorro de moco hacia su boca.